# Audi Q7
El Audi Q7 es un todoterreno del segmento E producido por el fabricante de automóviles alemán Audi. En 2006 fue el primer vehículo utilitario deportivo de Audi; después le siguieron el Audi Q5 (2008), el Audi Q3 (2011), el Audi Q2 (2016) y el Audi Q8 (2018). El Q7 se produce en Volkswagen Slovakia en Bratislava. Ahí también se fabrica el Volkswagen Touareg y el Porsche Cayenne, todos sobre la plataforma MLB del Grupo Volkswagen.

## Primera generación (2006-2015)
La primera generación del Audi Q7 (4L) fue presentada al público en septiembre de 2005 en el IAA. Se basó en el estudio Audi Pikes Peak Quattro, que se mostró en el Salón del Automóvil de Detroit de 2003. El Q7 4L se basa en la plataforma "E" como sus hermanos del grupo, el Volkswagen Touareg y el Porsche Cayenne y se construyen juntos en Volkswagen Slovakia en Bratislava.
El Q7 cuenta con una tracción integral permanente quattro con una distribución de fuerzas 40:60 (eje delantero-trasero). También estaba disponible opcionalmente una tercera fila de asientos que admite un máximo de dos personas de 1.60 metros de altura. Uno accede a la tercera fila de asientos abatiendo el respaldo de la segunda fila de asientos hacia adelante. Opcionalmente se podía pedir la segunda fila de asientos con dos asientos independientes en combinación con una consola central que reduce el máximo número de personas a seis o a 4 (sin tercera fila de asientos).
El hecho de que los conceptos de motores y de transmisión estén más enfocados para las calles (sin refuerzo para la conducción por caminos no asfaltados) y que éste cuente con una carrocería autosuficiente con suspensión independiente hacen al Q7 menos apto para condiciones de terreno difíciles. Aunque también el maletero grande y plano limita la variabilidad del Q7.
Lo largo del vehículo supera a la competencia europea incluso con respecto a sus modelos primos de Volkswagen y Porsche por cerca de 30 cm.
Las pruebas de los primeros prototipos comenzaron en diciembre de 2004, el desarrollo del modelo terminó a mediados de 2005 y su producción comenzó en 2006.
|                     |
| Audi Q7 (2006–2009) |

|                                             |
| Sistema de Infotenimiento Audi MMI en un Q7 |

|                                             |
| S Line + TDi Quattro automática 3.0 de 2013 |

|               |
| Vista trasera |

### Equipamiento
La lista de equipamiento disponible para el Q7 abarca entre otros un control de crucero llamado Adaptive Cruise Control, la suspensión neumática llamada Adaptive Air Suspensión, luces de curva dinámicas o un asistente de monitoreo de punto ciego que alerta al conductor durante un cambio de carril de vehículos en el punto ciego del retrovisor (Side Assist). Además había también un asistente de estacionamiento opcional, que se apoyaba entre otras cosas de una cámara de reversa. Los sensores de reversa se incluían de serie. Así miso el Q7 fue uno de los primeros autos que se pudo dotar con teléfono para automóvil bluetooth con SIM Access Profile (a partir de la semana de producción 34/2006), en lugar de un manos libres bluetooth sencillo. Así mismo para el Q7 V12 TDI se ofreció un sistema de frenos carbón-cerámico.

#### Interior

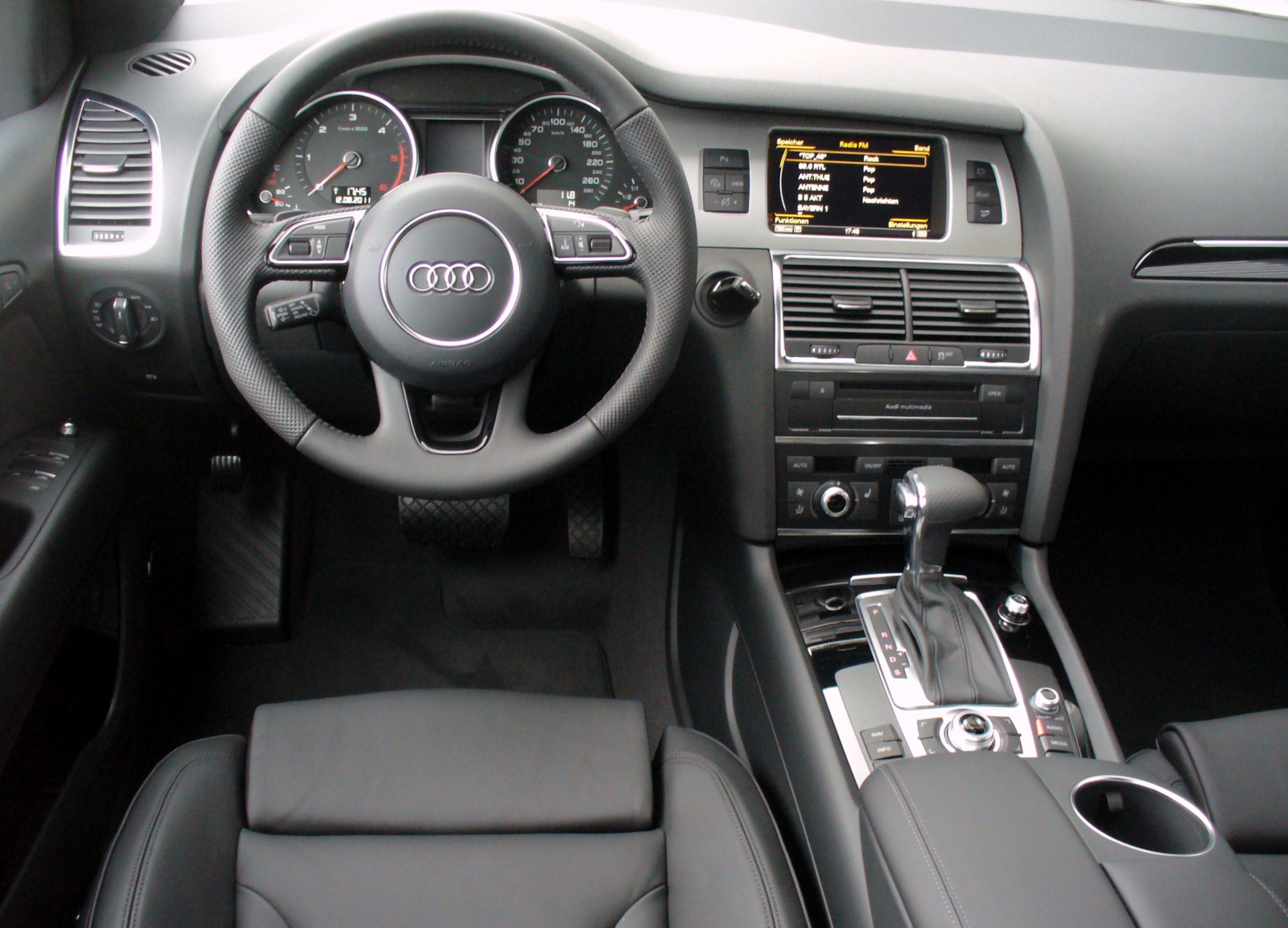
Interior.

Posee dos filas de asientos, donde la segunda puede desplazarse cerca de 100 mm, contando con una reclinación controlada de los respaldos. Los tres asientos posteriores pueden ser modificados a dos, para sustituir el asiento central por un reposabrazos y un compartimiento de objetos. Se puede añadir, opcionalmente, una tercera fila de dos asientos. 
Con las tres filas instaladas, la capacidad de carga del maletero es cercana a los 330 litros. Si se elimina la tercera fila, aumenta a 775 litros. Si se retira la segunda y tercera fila, la carga máxima es de 2.035 litros.
Tarda 5,9 segundos 0/100 km/h

### Rediseño de 2009
A principios del año 2009 el Q7 experimentó cambios principalmente exteriores cuando se le sometió a un ligero rediseño.
Así el diésel 4,2 litros se retrabajó y entregó cerca de 250 kW (340 PS) en vez de 240 kW (326 PS). De este modo también se pudo reducir el consumo. Al principio venía de serie una Tiptronic de seis marchas, que en los años siguientes se sustituyó por una Tiptronic de ocho marchas.
|                     |
| Audi Q7 (2009–2015) |

|               |
| Vista trasera |

|          |
| Interior |

### Sistema electrónico
El sistema electrónico del Q7 analiza la información que proviene de los pedales de aceleración o freno y la palanca de cambios, como la velocidad actual de conducción. Otros parámetros que analiza el sistema electrónico es el nivel de carga actual de la batería y los impulsos generados por el control de estabilidad.
Mediante esta información, el sistema electrónico decide la interacción entre la transmisión y el motor, logrando un equilibrio entre el rendimiento y la eficiencia. La información y el control del sistema electrónico se gestiona en un submenú que se encuentra en el módulo de Multi Media Interface (MMI), donde al sistema se le pueden indicar tres modos de conducción: motor de conducción, motor eléctrico o ambos al mismo tiempo. Como motor primario se encuentra el motor de gasolina, que se encarga de abastecer energía a la batería y mantener el funcionamiento del automóvil.
El motor eléctrico puede usarse para la conducción para velocidades menores a 30 km/h, logrando una menor emisión de material particulado y ruido, y aumentando la eficiencia para tramos lentos o congestionados, como la ciudad. La capacidad de carga de la batería rinde dos kilómetros, considerando que las frenadas y las cargas en las detenciones. Si ha alcanzado el nivel de descarga, el motor de gasolina recarga la batería.
Si el conductor requiere más velocidad de arranque, el sistema electrónico permite la conexión entre el motor de gasolina y el motor eléctrico, generando un empuje adicional de 200 Nm, haciendo que el tiempo de 0 a 100 km/h se reduzca de 7,4 s a 6,8 s.
Una de las capacidades del motor eléctrico es cargar las baterías con la energía cinética obtenida al frenar o al acelerar en las cuestas.
Con este avance en el sistema eléctrico, el motor consume cerca de un 13% menos de combustible que sus versiones no híbridas, siendo aún mayores en espacios urbanos debido al uso primario del motor eléctrico.
Por último, Audi implementó en el techo corredizo un cristal que posee células solares las cuales pueden proveer al vehículo el funcionamiento del sistema de ventilación y del climatizador incluso si el vehículo no se encuentra en marcha.

### Seguridad
A pesar de sus varios airbags y las últimas tecnologías electrónicas en la seguridad, como el ESP, Audi Q7 obtuvo solo 4 estrellas en las pruebas de choque realizadas por el Euro NCAP. La mayoría de los últimos modelos de automóviles obtienen el máximo de 5 estrellas. En Estados Unidos, sin embargo, Q7 obtuvo 5 estrellas en la prueba de seguridad de NHTSA en las pruebas de impacto frontal y lateral.

#### Resultados de las pruebas de Euro NCAP
Las pruebas realizadas por la agencia independiente Euro NCAP en 2006 determinaron que se le otorgara cuatro de cinco estrellas al Q7, debido a una deficiencia encontrada en una soldadura de protección cerca de los pies del conductor, que se rompe en caso de colisión frontal. Además, el salpicadero pone en peligro al conductor, especialmente en las rodillas y fémures. 
Las otras pruebas que realiza esta agencia son satisfactorias, obteniendo cuatro estrellas en la protección infantil y dos estrellas en la protección al peatón. El impacto lateral obtuvo una distinción por su resultado sobresaliente.
| Resultados de prueba Euro NCAP (2006) | Resultados de prueba Euro NCAP (2006) | Resultados de prueba Euro NCAP (2006) |
| ------------------------------------- | ------------------------------------- | ------------------------------------- |
| Audi Q7 (2006) SUV grande             |                                       |                                       |
| Prueba                                | Puntuación                            | Calificación                          |
| Ocupante adulto                       | 30                                    | 4/5 estrellas                         |
| Ocupante menor                        | 39                                    | 4/5 estrellas                         |
| Transeúnte                            | 15                                    | 2/4 estrellas                         |

#### Resultados de las pruebas de NHTSA
La Administración de Carreteras de Estados Unidos (NHTSA) le otorgó cinco estrellas en los choques frontales y laterales, y cuatro en la prevención de volcada.
Lo destacado por la NHTSA fue el uso de airbags no tan sólo frontales sino que el refuerzo de los airbags laterales (llamados como SideGuard), y el uso de airbags para los ocupantes de la segunda fila de asientos.
Otra tecnología que se destacó fue el uso de la tracción Quattro, que es complementada con el control de estabilidad, que detecta posibles vuelcos.

### Motorizaciones
| Periodo                        | 2010-2015                                         | 2010-2015                                         | 2006-2010                                         | 2005-2010                 |
| Tipo de motor                  | V6 24v, inyección directa, compresor, intercooler | V6 24v, inyección directa, compresor, intercooler | VR6 24v, inyección directa                        | V8 32v, inyección directa |
| Diámetro x carrera             | 84.5 mm × 89.0 mm                                 | 84.5 mm × 89.0 mm                                 | 89.0 mm × 96.4 mm                                 | 84.5 mm × 93.0 mm         |
| Cilindrada                     | 2995 cm³                                          | 2995 cm³                                          | 3597 cm³                                          | 4163 cm³                  |
| Relación de compresión         | 10.3: 1                                           | 10.8: 1                                           | 11.4: 1                                           | 12.5: 1                   |
| Potencia máxima: CV (kW) @ rpm | 272 CV (200 kW) @ 4750-6500                       | 333 CV (245 kW) @ 5500-6500                       | 280 CV (206 kW) @ 6200                            | 350 CV (257 kW) @ 6800    |
| Par máximo: Nm @ rpm           | 400 Nm @ 2150-4780                                | 440 Nm @ 2900-5300                                | 360 Nm @ 2500-5000                                | 440 Nm @ 3500             |
| Tracción                       | Total                                             | Total                                             | Total                                             | Total                     |
| Transmisión                    | Automática, 8 velocidades                         | Automática, 8 velocidades                         | Manual, 6 velocidades / Automática, 6 velocidades | Automática, 6 velocidades |
| Peso                           | 2295 kg                                           | 2315 kg                                           | 2195-2205 kg                                      | 2240 kg                   |
| Aceleración 0–100 km/h         | 7.9 s                                             | 6.9 s                                             | 8.3-8.5 s                                         | 7.4 s                     |
| Velocidad máxima               | 222 km/h                                          | 243 km/h                                          | 225 km/h                                          | 244 km/h                  |
| Consumo combinado (L/100 km)   | 10.7                                              | 10.7                                              | 12.1-12.9                                         | 12.7-13.6                 |
| Normativa anticontaminación    | Euro 5                                            | Euro 5                                            | Euro 4                                            | Euro 4                    |

| Periodo                        | 2010-2015                                                  | 2005-2007                                                  | 2007-2011                                                  | 2011-2015                                                  | 2007-2009                                                  | 2009-2015                                                  | 2008-2012                                                   |
| Tipo de motor                  | V6 24v, inyección directa, common-rail, turbo, intercooler | V6 24v, inyección directa, common-rail, turbo, intercooler | V6 24v, inyección directa, common-rail, turbo, intercooler | V6 24v, inyección directa, common-rail, turbo, intercooler | V8 32v, inyección directa, common-rail, turbo, intercooler | V8 32v, inyección directa, common-rail, turbo, intercooler | V12 48v, inyección directa, common-rail, turbo, intercooler |
| Diámetro x carrera             | 83.0 mm × 91.4 mm                                          | 83.0 mm × 91.4 mm                                          | 83.0 mm × 91.4 mm                                          | 83.0 mm × 91.4 mm                                          | 83.0 mm × 95.5 mm                                          | 83.0 mm × 95.5 mm                                          | 83.0 mm × 91.4 mm                                           |
| Cilindrada                     | 2967 cm³                                                   | 2967 cm³                                                   | 2967 cm³                                                   | 2967 cm³                                                   | 4134 cm³                                                   | 4134 cm³                                                   | 5934 cm³                                                    |
| Relación de compresión         | 16.8: 1                                                    | 16.8: 1                                                    | 16.8: 1                                                    | 16.8: 1                                                    | 16.3: 1                                                    | 16.3: 1                                                    | 16.0: 1                                                     |
| Potencia máxima: CV (kW) @ rpm | 204 CV (150 kW) @ 3200-4400                                | 233 CV (171 kW) @ 4000                                     | 240 CV (176 kW) @ 3800-4400                                | 245 CV (180 kW) @ 3800-4400                                | 326 CV (240 kW) @ 3750                                     | 340 CV (250 kW) @ 4000                                     | 500 CV (368 kW) @ 3750                                      |
| Par máximo: Nm @ rpm           | 450 Nm @ 1250-3200                                         | 500 Nm @ 1750-2750                                         | 550 Nm @ 2000-2250                                         | 550 Nm @ 1750-2750                                         | 760 Nm @ 1800-2500                                         | 800 Nm @ 1750-2750                                         | 1000 Nm @ 1750-3250                                         |
| Tracción                       | Total (Quattro)                                            | Total (Quattro)                                            | Total (Quattro)                                            | Total (Quattro)                                            | Total (Quattro)                                            | Total (Quattro)                                            | Total (Quattro)                                             |
| Transmisión                    | Automática, 8 velocidades                                  | Automática, 6 velocidades                                  | Automática, 8 velocidades                                  | Automática, 8 velocidades                                  | Automática, 6 velocidades                                  | Automática, 8 velocidades                                  | Automática, 6 velocidades                                   |
| Peso                           | 2345 kg                                                    | 2295 kg                                                    | 2295-2410 kg                                               | 2345-2395 kg                                               | 2420 kg                                                    | 2420-2485 kg                                               | 2605-2710 kg                                                |
| Aceleración 0–100 km/h         | 9.1 s                                                      | 8.5 s                                                      | 7.9-8.5 s                                                  | 7.8-8.0 s                                                  | 6.4 s                                                      | 6.4 s                                                      | 5.5 s                                                       |
| Velocidad máxima               | 202 km/h                                                   | 210 km/h                                                   | 210-215 km/h                                               | 216 km/h                                                   | 236 km/h                                                   | 240-242 km/h                                               | 250 km/h                                                    |
| Consumo combinado (L/100 km)   | 7.2                                                        | 10.5                                                       | 7.4-9.8                                                    | 7.4                                                        | 11.1                                                       | 9.2-9.9                                                    | 11.3                                                        |
| Normativa anticontaminación    | Euro 5                                                     | Euro 4                                                     | Euro 5, Euro 6                                             | Euro 5, Euro 6                                             | Euro 4                                                     | Euro 5                                                     | Euro 5                                                      |

### Reconocimientos
El 10 de noviembre de 2005 le fue otorgado al Q7 el Goldene Lenkrad en la clase de los SUV. Por votación de los lectores de la revista Auto, Motor und Sport el Q7 alcanzó el segundo lugar en su clase de los mejores autos 2006.

### Críticas
El ADAC determinó el julio de 2008 un defecto de fabricación que en el caso de una colisión con un vehículo pequeño que pone en una vulnerabilidad extraordinaria a sus ocupantes. En el Q7 se incorporaron dos vigas longitudinales, que al deformarse prácticamente se incrustaban en el otro vehículo porque por una parte están muy firmes y por otra no están unidos a través de una viga transversal estable. En concreto los ocupantes del vehículo pequeño tienen una escasa posibilidad de supervivencia en el caso de un choque con el Q7, a pesar de su extraordinaria dedicación en el apartado del equipamiento de seguridad.

### Galería
|                                                        |
| 3.0 TDI en el Salón del Automóvil de Fráncfort de 2005 |

|                               |
| S-line en Düsseldorf en 2011. |

|                |
| Vista trasera. |

|                                                        |
| V12 TDI en el Salón del Automóvil de Fráncfort de 2009 |

|                                                                                 |
| a la izquierda de la imagen una audi q7 y la derecha una audi q5 en el año 2011 |

|                                                 |
| 3.0 TDI en el Salón del Automóvil de París 2012 |

## Segunda generación (2015-presente)
El Audi Q7 (denominación interna 4M) es la segunda serie del vehículo utilitario deportivo (SUV) Audi Q7 y está disponible desde mediados de 2015.

### Historia del modelo

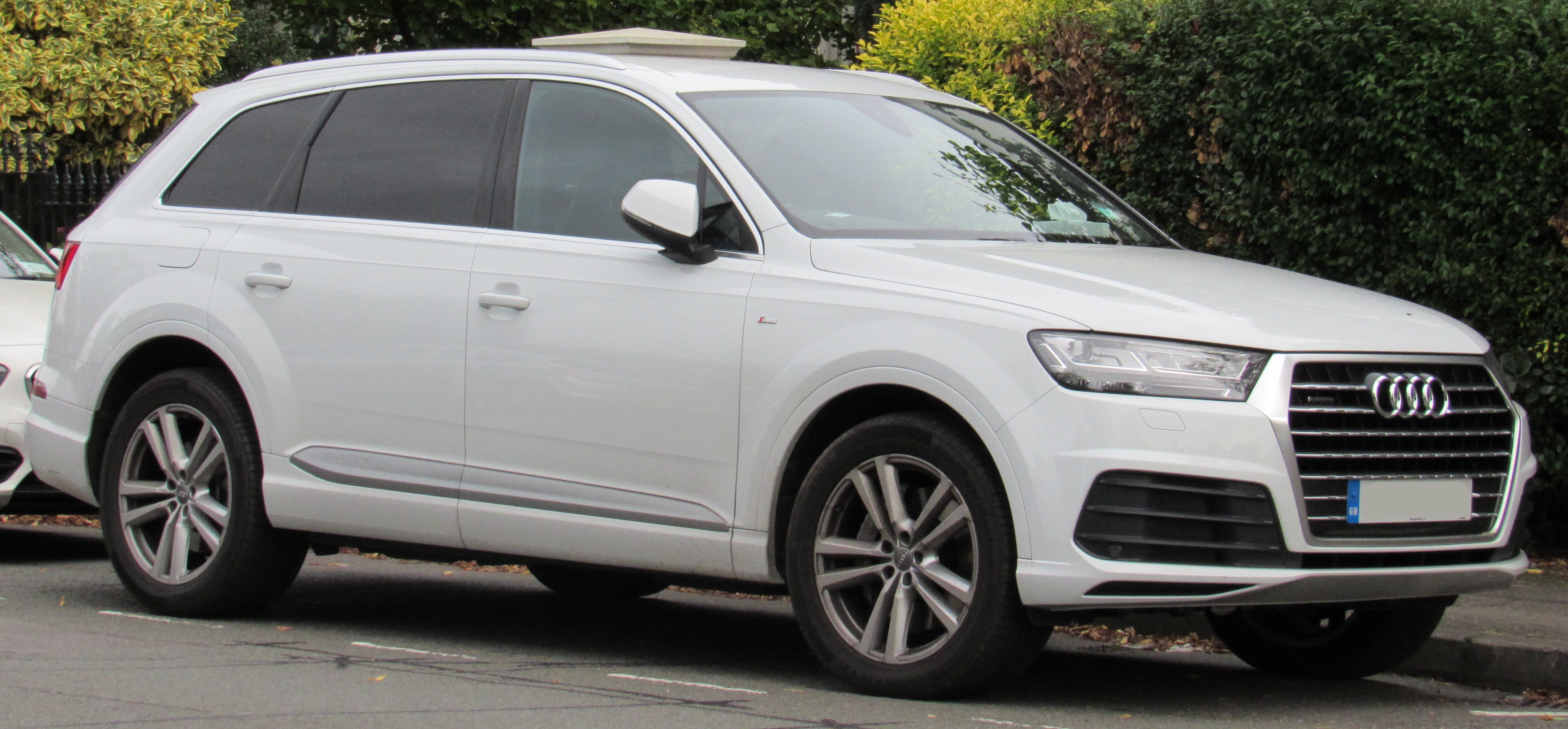
S Line Quattro 3.0 de 2017

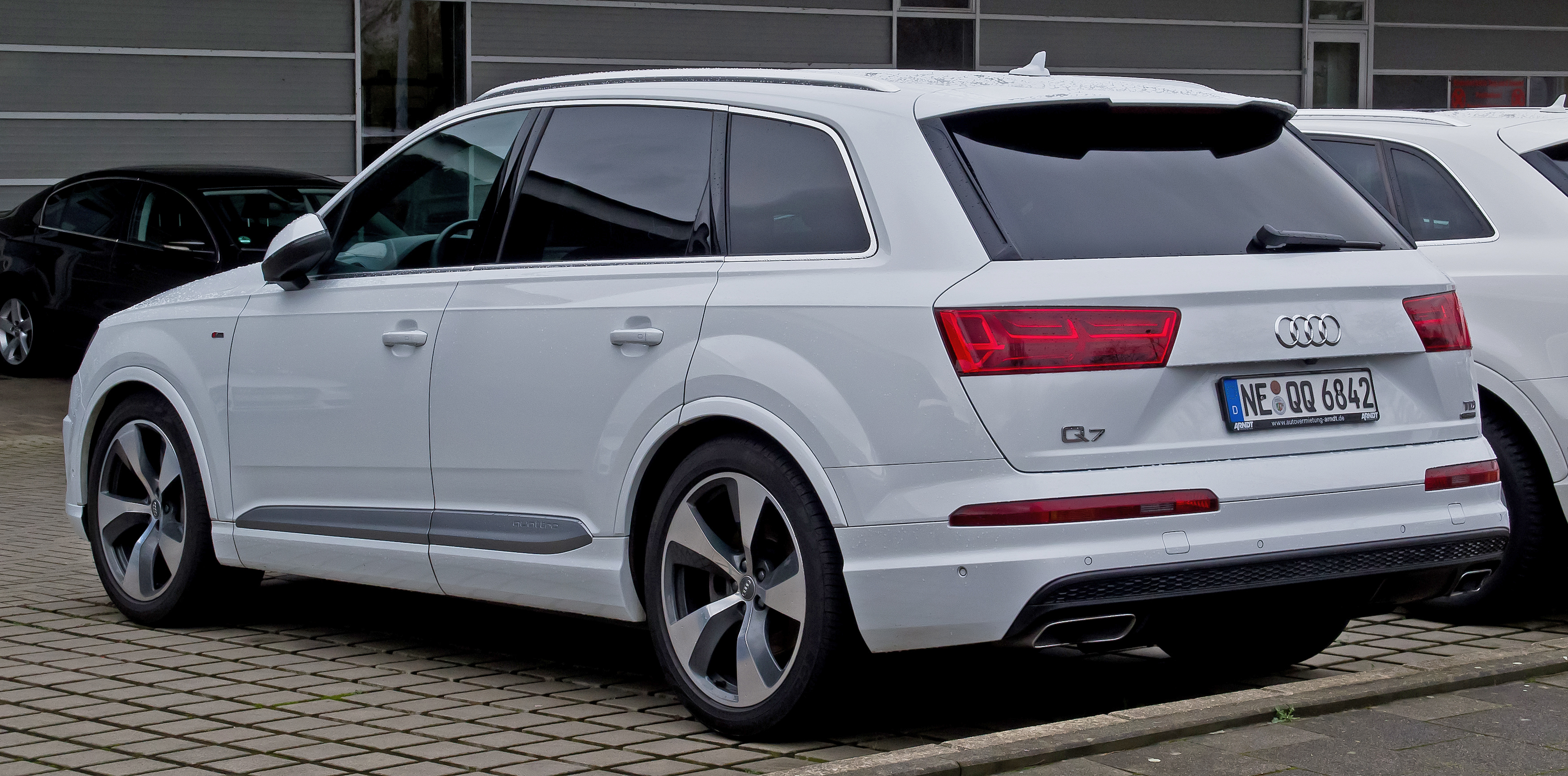
3.0 TDI Quattro S-line en Düsseldorf

El coche se presentó a mediados de enero de 2015 en el North American International Auto Show (NAIAS) en Detroit, la introducción al mercado siguió el 12 de junio de 2015.
Ya en diciembre de 2014 fue anunciada la presentación del híbrido enchufable Audi Q7 e-tron en el Salón del Automóvil de Ginebra de marzo de 2015.
Se presentó un modelo adicional basado en el Q7 4M en el Salón del Automóvil de Ginebra de marzo de 2016 con el Audi SQ7.

### Tecnología
En comparación con su antecesor el Audi Q7 4M es ligeramente más pequeño y presumió durante su presentación de prensa un bloque de construcción longitudinal modular hasta 325 kilgramos más ligero, realmente la reducción de peso estuvo fue de alrededor de 200 a 250 kg. Las puertas, el parachoques, la capota y la cajuela son terminadas completamente en aluminio.
La carrocería tiene un valor de cw de 0,34; su superficie frontal suma 2,86 m² (comparativamente como ejemplo un Volkswagen Golf VII suma 2,19 m²).
Por primera vez Audi ofrece tracción integral disponible para todas las variantes, que reduce el radio de giro y mejora la estabilidad a altas velocidades. La agilidad y la sensación de manejo del vehículo también se mejoran.
En el SQ7 se utiliza de manera complementaria con el turbocargador un compactador que se acciona con un motor eléctrico y requiere un sistema de cableado de 48 V.

### Variantes de propulsión híbrida

#### Propulsión híbrida motor a diésel y eléctrico
El Audi Q7 e-tron es un SUV con propulsión híbrida Plug-in de serie. Tiene una propulsión combinada de combustión y motor eléctrico. La propulsión híbrida se basa en un motor a diésel V6 3,0 litros, que entrega un máximo de 190 kW (258 PS) a 3250-4500 rpm; y está unido a un acoplamiento con un motor eléctrico que dispone de 94 kW (128 PS) a 2600 rpm. El motor eléctrico está integrado a una caja automática de ocho marchas (Tiptronic) de desarrollo reciente. Ambas transmisiones se complementan, la potencia combinada del sistema del Q7 suma 275 kW (373 PS). El motor eléctrico tiene un par motor de 350 Nm al comienzo hasta cerca de 2550 rpm, el motor diésel alcanza en el rango de los 1250 a los 3000 rpm su par motor más alto de 600 Nm. El par motor combinado suma 700 Nm. El conductor puede escoger entre tres modos. El modo "EV" da preferencia a la conducción eléctrica, el modo "híbrido" escoge el manejo híbrido libremente dependiendo de la naturaleza de la propulsión y en modo "baterry hold" separa la energía eléctrica existente.
La batería de ion de litio de 17,3 kWh de capacidad está protegida debajo del fondo del maletero; por lo tanto el espacio del maletero del Audi Q7 e-tron es más chico, en vez de los 890 litros del convencional, el modelo equipado solo tiene 650 litros de capacidad. La batería puede ser cargada por completo mediante conectores industriales eficientes correspondientes a una potencia de 7,2 kW dentro de cerca de dos horas. El alcance posible en modo puramente eléctrico es de hasta 56 kilómetros. El consumo combinado está entre los 1,8 y 1,9 litros cada 100 km (consumo eléctrico de 18,1 a 19,0 kWh cada 100 km), el alcance máximo suma hasta 940 kilómetros.
El vehículo ya no está disponible desde mediados de 2018.

#### Propulsión híbrida motor a gasolina y eléctrico
En Asia se ofrece una variante híbrida con motor a gasolina en vez de diésel. Este modelo con motor a gasolina se ofrece en China como Audi Q7 55 e-tron y tiene un motor R4 2,0 litros con una potencia máxima de 185 kW. La entrega del motor eléctrico, la capacidad de la batería de iones de litio y el rango eléctrico son equiparables a los de la variante con motor a diésel.

### Rediseño de 2019

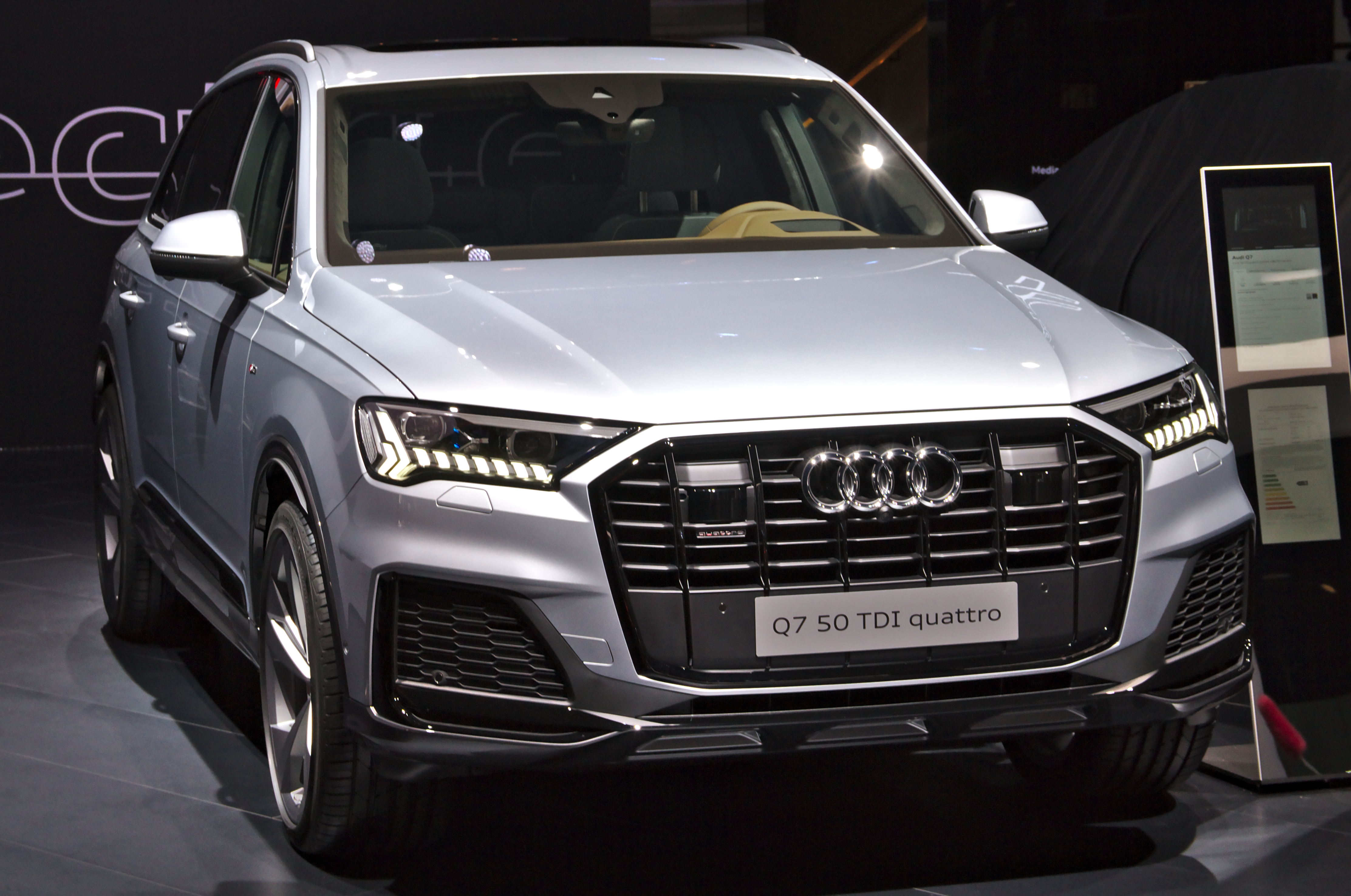
Rediseño 4M en el Salón del Automóvil de Fráncfort de 2019

El 26 de junio de 2019 Audi anunció que la Q7 recibiría un rediseño visual y técnico. El vehículo incorporará el nuevo lenguaje de diseño de la familia Q con faros led Matrix HD opcionales, así como tecnología híbrida suave (Mild Hybrid). Se incluye ahora una parrilla Singleframe grande con forma de octágono y con seis columnas verticales que le proveen estructura. En la parte trasera una tira cromada crea una conexión entre los faros traseros planos y lleva hacia adelante la línea horizontal de la carrocería. La arquitectura del control de mandos también se renovó para incorporar un nuevo concepto de operación digital con dos pantallas grandes que proveen retroalimentación acústica y táctil cuando se tocan los controles.
De manera opcional se puede configurar con una barra estabilizadora activa electromecánica que reduce los movimientos de la carrocería en asfalto maltratado cuando se conduce en línea recta. También puede solicitarse con suspensión de aire ajustable en altura y dirección en las ruedas traseras, con giro de hasta 5 grados. Audi anunció que también habrá una versión híbrida enchufable y que el sistema de tecnología híbrida suave puede reducir el consumo hasta 0.7 litros por cada 100 kilómetros.
El 21 de julio de 2020, Audi Argentina lanzó al restyling de la segunda generación de la Q7 en el mercado argentino. Reemplaza a la segunda generación sin restyling, tiene tres filas de asientos y llega importada de Eslovaquia. Sigue ofreciendo variantes nafteras y diésel con turbo. Se ofrece en dos versiones: 55 TFSI, con un V6 3.0 naftero, 340 cv y 500 Nm, con sistema Mild-Hybrid y 45 TDI, V6 3.0 turbodiésel de 249 cv y 600 Nm. Las dos versiones se acoplan a una caja automática de seis velocidades y tracción integral Quattro. Ofrece una dotación de seguridad muy buena. Conserva la suspensión neumática de altura variable de serie y agrega la dirección dinámica en las cuatro ruedas. De esta manera, la Audi Q7 ahora tiene tres versiones, con garantía de tres años o 100.000 kilómetros. Sigue a la venta en 2023. 

#### SQ7 TDI
En 2019 Audi presentó el Audi SQ7 TDI, un modo que integra un motor a diésel en conjunto con un sistema eléctrico de 48 V. El motor diésel es un V8 biturbo de 435 caballos de fuerza con un torque de 663 libras-pie, haciendo que alcance el 0 a 100 km/h en 4.8 segundos y una velocidad máxima de 250 km/h.
Una de las grandes ventajas de este SUV de altas prestaciones es el apoyo eléctrico que entra en acción cuando la demanda del acelerador es alta, dando un empuje al torque para que éste entre en acción de manera inmediata y poder así aprovechar al máximo la potencia desde bajas revoluciones. El tren motriz se complementa con una transmisión tiptronic de 8 velocidades.
El diseño del Audi SQ7 TDI rediseñado es similar a la versión de la cual toma como base, pero con aditivo como los espejos laterales en una retoques de aluminio y los cuatro escapes en la parte trasera que resaltan de manera importante. Cuenta también con rines de aluminio de 20 pulgadas con un diseño de 5 radios y cálipers en color negro, aunque también se pueden pedir en rojo y con el emblema S como equipo opcional. Incluye un paquete de iluminación ambiental que adornan el interior y que se puede elegir entre 30 colores diferentes.
Al tratarse de una versión con tintes de deportividad, ofrece asientos deportivos de serie, pedales, reposapiés en acero inoxidable y emblemas S. El sistema de infoentretenimiento integra el MMI navigation plus, que incluye operación táctil, LTE Advanced, un punto de acceso Wi-Fi, control de voz y la cartera de Audi connect que incluye información de tráfico en línea, navegación con Google Earth, así como el servicio de voz de Amazon basado en la nube Alexa, que está integrado en el sistema operativo MMI.

### Motorizaciones
| Periodo                        | 2015-presente                                 | 2015-presente                                     | 2017-presente                                 |
| Identificación del motor       | CYMC, CYRB                                    | CREC                                              | CVJA                                          |
| Tipo de motor                  | L4 16v, inyección directa, turbo, intercooler | V6 24v, inyección directa, compresor, intercooler | L4 16v, inyección directa, turbo, intercooler |
| Diámetro x carrera             | 82.5 mm × 92.8 mm                             | 84.5 mm × 89.0 mm                                 | 82.5 mm × 92.8 mm                             |
| Cilindrada                     | 1984 cm³                                      | 2995 cm³                                          | 1984 cm³                                      |
| Relación de compresión         | 9.6: 1                                        | 10.8: 1                                           | 9.6: 1                                        |
| Potencia máxima: CV (kW) @ rpm | 252 CV (185 kW) @ 5000-6000                   | 333 CV (245 kW) @ 5500-6500                       | 367 CV (270 kW)                               |
| Par máximo: Nm @ rpm           | 370 Nm @ 1600-4500                            | 440 Nm @ 2900-5300                                | 700 Nm                                        |
| Tracción                       | Total (Quattro)                               | Total (Quattro)                                   | Total (Quattro)                               |
| Transmisión                    | Automática, 8 velocidades                     | Automática, 8 velocidades                         | Automática, 8 velocidades                     |
| Peso                           | 1985 kg                                       | 2045-2105 kg                                      | -                                             |
| Aceleración 0–100 km/h         | 6.9 s                                         | 6.1-6.3 s                                         | 5.9 s                                         |
| Velocidad máxima               | 233 km/h                                      | 250 km/h (Limitada electrónicamente)              | 220 km/h                                      |
| Consumo combinado (L/100 km)   | 7.3                                           | 7.7-8.3                                           | 2.5                                           |
| Normativa anticontaminación    | Euro 6                                        | Euro 6                                            | Euro 6                                        |

| Periodo                        | 2015-presente                                              | 2015-presente                                              | 2016-presente                                              | 2016-presente                                                |
| Identificación del motor       | CSWB                                                       | CRTC                                                       | CVZA                                                       | CZAC                                                         |
| Tipo de motor                  | V6 24v, inyección directa, common-rail, turbo, intercooler | V6 24v, inyección directa, common-rail, turbo, intercooler | V6 24v, inyección directa, common-rail, turbo, intercooler | V8 32v, inyección directa, common-rail, biturbo, intercooler |
| Diámetro x carrera             | 83.0 mm × 91.4 mm                                          | 83.0 mm × 91.4 mm                                          | 83.0 mm × 91.4 mm                                          | 83.0 mm × 95.5 mm                                            |
| Cilindrada                     | 2967 cm³                                                   | 2967 cm³                                                   | 2967 cm³                                                   | 3956 cm³                                                     |
| Relación de compresión         | 16.8: 1                                                    | 16.8: 1                                                    | 16.8: 1                                                    | 16.5: 1                                                      |
| Potencia máxima: CV (kW) @ rpm | 218 CV (160 kW) @ 3250-4750                                | 272 CV (200 kW) @ 3250-4250                                | 373 CV (275 kW)                                            | 435 CV (320 kW) @ 3750-5000                                  |
| Par máximo: Nm @ rpm           | 500 Nm @ 1250-3000                                         | 600 Nm @ 1500-3000                                         | 700 Nm                                                     | 900 Nm @ 1000-3250                                           |
| Tracción                       | Total                                                      | Total                                                      | Total                                                      | Total                                                        |
| Transmisión                    | Automática, 8 velocidades                                  | Automática, 8 velocidades                                  | Automática, 8 velocidades                                  | Automática, 8 velocidades                                    |
| Peso                           | 2070-2135 kg                                               | 2070-2135 kg                                               | 2520 kg                                                    | 2345-2405 kg                                                 |
| Aceleración 0–100 km/h         | 7.1-7.3 s                                                  | 6.3-6.5 s                                                  | 6.2 s                                                      | 4.8 s                                                        |
| Velocidad máxima               | 216 km/h                                                   | 234 km/h                                                   | 230 km/h                                                   | 250 km/h (Limitada electrónicamente)                         |
| Consumo combinado (L/100 km)   | 5.5-6.2                                                    | 5.7-6.2                                                    | 1.8-1.9                                                    | 7.2-7.6                                                      |
| Normativa anticontaminación    | Euro 6                                                     | Euro 6                                                     | Euro 6                                                     | Euro 6                                                       |

### Galería
|         |
| Tablero |

|                                          |
| S Line TDi Quattro Automatic 3.0 de 2017 |

|                |
| Versión e-tron |

|                                                  |
| SQ7 en el Salón del Automóvil de Ginebra de 2018 |

|               |
| Vista trasera |